# Патрушева, Ирэна Сергеевна
Ирэна Сергеевна Патрушева (род. 29 января 1964 год) — российская пловчиха в ластах, тренер.

## Карьера
Участница шести чемпионатов мира и шести чемпионатов Европы. С  турниров привезла 15 медалей. Член сборной  СССР и России с 1985 по 2001 г.
Окончила Сибирский государственный университет физической культуры и спорта (преподаватель физического воспитания – тренер по плаванию). В настоящее время занимается тренерской работой. С 2006 года работает в СДЮШОР «Академ-волна» Новосибирска. Заслуженный мастер спорта России. Заслуженный тренер России.